# 95955 Claragianni
95955 Claragianni è un asteroide della fascia principale. Scoperto nel 2003, presenta un'orbita caratterizzata da un semiasse maggiore pari a 3,2026385 UA e da un'eccentricità di 0,1737645, inclinata di 10,69939° rispetto all'eclittica.
L'asteroide è dedicato a Clara Cagnacci e Giannantonio Palomba, genitori dello scopritore.